# Artannes-sur-Thouet
Artannes-sur-Thouet é uma comuna francesa na região administrativa da Pays de la Loire, no departamento de Maine-et-Loire. Estende-se por uma área de 6,61 km². Em 2010 a comuna tinha 445 habitantes (densidade: 67,3 hab./km²).